# La mansión de la locura
La mansión de la locura (estrenat als Estats Units com The Mansion of Madness o Dr. Tarr's Torture Dungeon, al Regne Unit) és una pel·lícula mexicana de terror del 1973 dirigida per Juan López Moctezuma. Està llunyanament basada en la narració d'Edgar Allan Poe The System of Doctor Tarr and Professor Fether. La pel·lícula va suposar el debut com a director de Juan López Moctezuma, qui també dirigiria Mary, Mary, Bloody Mary (1975) i Alucarda, la hija de las tinieblas (1977), entre d'altres.
L'artista surrealista Leonora Carrington va supervisar els decorats i el vestuari amb un dels seus fills, Gabriel Weisz. La reiterada aparició d'un cavall blanc, l'alter ego de Carrington, i les elaborades festes i vestits surrealistes s'ha acreditat com a demostració de la visió de l’artista i de diversos dels seus motius recurrents.
[5]
La pel·lícula va ser una producció mexicana i es va rodar a Mèxic, amb un repartiment i un equip majoritàriament mexicans. Es va rodar en anglès i després es va doblar al castellà per als cinemes mexicans.

## Argument
La pel·lícula està ambientada a França al segle XIX. Gaston LeBlanc visita el doctor Maillard al seu ampli sanatori per presenciar els seus tractaments revolucionaris. Se li presenta Eugénie, la preciosa neboda del metge, i fan una visita. Té algunes estranyes trobades amb els pacients, que semblen vagar lliures. Mentre LeBlanc observa els mètodes cada vegada més excèntrics del "sistema calmant" del doctor Maillard, comença a qüestionar l'estabilitat mental del metge. A la masmorra del metge, persones innocents són encadenades, torturades i encallades en gàbies de vidre, i després es veuen obligades a participar en horribles jocs de matança ritual.

## Repartiment
- Claudio Brook - Dr. Maillard / Raoul Fragonard
- Arthur Hansel - Gaston LeBlanc
- Ellen Sherman - Eugénie
- Martin LaSalle - Julien Couvier

## Recepció
La revista Scream va revisar La mansión de la locura el 2016 i va escriure que "si aconsegueixes veure més enllà de les seves discordants mancances, trobarès una pel·lícula que no només és visualment impressionant, sinó que també et deixa un frec de pertorbadora melancolia que et perseguirà els dies següents". En una revisió del llançament de Mondo Macabro, DVD Talk va assenyalar que "el text del paquet de Mondo Macabro fa tot el possible per publicitar la pel·lícula, que la descriu "Com una pel·lícula de Monty Python dirigida per Fellini... amb àcid! "És una pel·lícula impressionant, tot i que no compleix amb la mateixa afirmació."

## Premis
La mansión de la locura va guanyar el premi Laceno d'oro i una menció especial per l'actuació de Claudio Brook al XIV Festival de Cinema Neorealista i d'Avantgarda d'Avellino, una menció especial al Brave New World Festival de Belgrad, Iugoslàvia (1973); també va rebre una menció especial al Festival Internacional de Cinema de Locarno, Suïssa (1973), i una medalla d'or al Festival Internacional de Cinema Fantàstic i Ciència Ficció de París (1974).